# Anna Maria Gambineri
Anna Maria Gambineri (Roma, 22 marzo 1936 – Roma, 31 maggio 2017) è stata un'annunciatrice televisiva italiana, attiva per la Rai dal 1958 al 1994.

## Biografia
Nel 1957 debuttò in televisione come concorrente, assieme ad un'amica, del Gioco dei mimi inserito in Telematch, condotto da Silvio Noto ed Enzo Tortora. Qualcuno la notò e nel 1958 venne scritturata in qualità di annunciatrice televisiva dalla sede Rai di Roma.
Divenne così, negli anni sessanta e settanta, una delle signorine buonasera più amate della Rai e per via della sua capigliatura fluente e chiara, le fu attribuito il nomignolo vezzeggiativo di Nuvola bionda. Nel 1965 ha interpretato sé stessa nel musicarello Non son degno di te, con Gianni Morandi e Laura Efrikian, in passato anch'essa signorina buonasera della Rai.
Per molti anni fu la voce del segnale orario della sera.
Nel corso degli anni prese parte a diverse trasmissioni, come Parliamo tanto di loro, condotta da Luciano Rispoli,  Canzonissima, condotta insieme a Sandra Mondaini e Paolo Poli (1961), Un'ora per voi, con Corrado (1968), Cinque ore con noi, con Paolo Valenti (1976), Il pomeriggio (1982) e numerose serate speciali dedicate all'assegnazione di premi e galà musicali.
Fu una delle annunciatrici Rai più longeve (preceduta solo da Nicoletta Orsomando, Rosanna Vaudetti e Maria Grazia Picchetti); nel 1990 lasciò temporaneamente il suo ruolo, per occuparsi dell'ufficio stampa della Rai, con l'incarico di addetta alla promozione dei programmi e alle pubbliche relazioni, ma poco tempo dopo tornò a svolgere anche la sua mansione storica di annunciatrice, fino al 1994, anno in cui si ritirò definitivamente dal video per problemi di salute. In quell'anno infatti, era finita nelle cronache poiché scomparve per alcuni giorni, ricoverata per una grave depressione  dalla quale col tempo si riprese completamente.
In seguito la Gambineri apparve come ospite in alcune trasmissioni televisive rievocative come Ci vediamo in TV di Paolo Limiti, in cui ha ripercorso la sua carriera.
Malata da tempo, è deceduta a Roma il 31 maggio 2017. Il funerale è stato celebrato nella Chiesa degli artisti il 3 giugno; è sepolta al cimitero del Verano.